# Чери Хил (Вирџинија)
Чери Хил (енгл. Cherry Hill) насељено је место без административног статуса у америчкој савезној држави Вирџинија.

## Демографија
По попису из 2010. године број становника је 16.000.
| Група             | 2000.    | 2010.         |
| Белци             | 0 (0,0%) | 3.796 (23,7%) |
| Афроамериканци    | 0 (0,0%) | 7.792 (48,7%) |
| Азијати           | 0 (0,0%) | 1.303 (8,1%)  |
| Хиспаноамериканци | 0 (0,0%) | 2.603 (16,3%) |
| Укупно            | 0        | 16.000        |